# Francesco Bertazzoli
Francesco Bertazzoli (1 de maio de 1754 em Lugo, Emilia-Romagna - 7 de abril de 1830 em Roma) foi um clérigo, bispo e cardeal italiano.

## vida

### Educação e primeiros anos
Descendente de uma família nobre, estudou na Universidade de Bolonha, onde recebeu os graus acadêmicos de Doctor iuris utriusque e Doctor theologiae em 20 de outubro de 1778. Foi ordenado sacerdote em 1777, para a diocese de Ímola.
Após concluir o doutorado, tornou-se professor de teologia no seminário de Lugo; cônego da colegiada de Ss. Petronio e Propsero; pró-vigário foraneo. Nessas funções, conheceu o então bispo de Imola Gregorio Barnaba Chiaramonti OSBCas, que mais tarde se tornaria o Papa Pio VII, que nomeou Bertazzoli como teólogo de sua casa. Em 1796, Bertazzoli tentou mediar a rebelião do povo de Imola contra o exército francês. Em 1799, após a ocupação pelas tropas austríacas, tornou-se membro do conselho de administração da cidade. Ele emprestou ao cardeal Chiaramonti a quantia necessária para ir a Veneza para o conclave de 1799-1800, onde foi eleito Papa. Pio VII ofereceu a Bertazzoli a sé de Montalto, mas ele recusou. Em 10 de abril de 1802, um dia após a morte de Gregorio Bandi, capelão doméstico do Papa Pio VI, Francesco Bertazzoli foi chamado a Roma, onde entrou ao serviço da Cúria. Antes de 1º de maio de 1802, foi nomeado Prelado Doméstico de Sua Santidade e Cônego do capítulo da basílica patriarcal da Libéria.

### Episcopado
Em 24 de maio de 1802, Francesco Bertazzoli foi nomeado arcebispo titular de Edessa em Osrhoëne e esmoleiro de Sua Santidade pelo Papa Pio VII, e dois dias depois Assistente no Trono Pontifício. Foi ordenado bispo em 30 de maio do mesmo ano pelo Cardeal-Bispo de Frascati, Henry Benedict Stuart; os co-consagradores foram os bispos da cúria Giovanni Coppola e Angelo Cesarini.
Membro da Academia da Religião Católica após 13 de maio de 1802; eleito seu presidente antes de 20 de janeiro de 1808; manteve o posto até sua promoção ao cardinalato. Nomeado novamente cônego do capítulo da basílica patriarcal da Libéria antes de 6 de junho de 1804. Ele acompanhou o Papa em sua viagem à França em 1804 e assistiu à coroação de Napoleão I em 2 de dezembro do mesmo ano como imperador dos franceses. Nomeado consultor do Santo Ofício antes de 23 de julho de 1806. Após a captura de Roma pelas tropas francesas, retirou-se para sua cidade natal, Lugo. Na primavera de 1811, Napoleão o chamou a Paris para que Bertazzoli – considerado fraco de caráter – pudesse exercer sua influência sobre o Papa. Após longas negociações com o cardeal Joseph Fesch, Bertazzoli, com o cardeal Alphonse-Hubert de Latier de Bayane, foi autorizado a visitar o Papa, que na época estava preso em Savona. A influência de Bertazzoli sobre o Papa finalmente abriu caminho para um compromisso. Em 1811, Napoleão nomeou Bertazzoli bispo de Piacenza, mas isso não teve efeito. Ele acompanhou o Papa quando foi levado de Savona para Fontainebleau em junho de 1812; foi o único companheiro do Papa em seu cativeiro e pode ter contribuído para que Pio VII assinasse a Concordata de Fontainebleau em 25 de janeiro de 1813. Depois que Pio VII revogou a concordata em 24 de março de 1813, Bertazzoli permaneceu com o papa e o acompanhou na viagem a Savona em janeiro e fevereiro de 1814 e a Roma de março a maio do mesmo ano. Ele retomou sua posição como capelão papal e participou desde a primavera de 1814 sob o cardeal Bartolomeo Pacca na restauração das condições eclesiásticas e tornou-se membro de várias congregações da Cúria Romana. Devido à forte suspeita por parte do papa e ao julgamento severo da parte dos cardeais Ercole Consalvi e Pacca, ele não foi promovido ao cardinalato no grande consistório de 1816. Na primavera de 1816, ele contribuiu para o renascimento da Academia para a Religião Católica e foi nomeado consultor da Sagrada Congregação do Index em 23 de julho de 1816.

### Cardinalato
O Papa Pio VII fez dele cardeal sacerdote no consistório de 10 de março de 1823 e deu-lhe Santa Maria sopra Minerva como igreja titular em 16 de maio do mesmo ano. Participou do conclave de 1823, em que Papa Leão XII foi eleito papa. Nomeado examinador de bispos em teologia, 7 de novembro de 1823. Membro da comissão cardinalícia para a reforma das universidades pontifícias, 23 de novembro de 1823. De 28 de agosto de 1824 até sua morte, o cardeal Bertazzoli foi prefeito da Congregação de Estudos instituída pela Constituição Apostólica Quod divina sapientia. Era amigo íntimo do cardeal Mauro Alberto Cappellari, mais tarde Papa Gregório XVI. Protetor da Ordem Carmelita, 18 de julho de 1826; e das missões da Irlanda, 3 de abril de 1827. Em 15 de dezembro de 1828, optou pela ordem dos bispos e pela sé suburbicária de Palestrina. Também participou do conclave de 1829 que elegeu o Papa Pio VIII.
Francesco Bertazzoli morreu inesperadamente em 7 de abril de 1830 e foi sepultado em sua antiga igreja titular, Santa Maria sopra Minerva. Ele nomeou o cardeal Cappellari como seu executor.